# Rezervația botanică Lisnîcivka
Lisnîcivka (în ucraineană Лісничівка) este o rezervație botanică de importanță locală din raionul Bârzula, regiunea Odesa (Ucraina), situată lângă satul omonim (parcelele 1-52 din silvicultura de stat „Balta”).
Suprafața ariei protejate constituie 3,176 de hectare, fiind creată în anul 1984 prin decizia comitetului executiv regional. Statul a fost acordat pentru protejarea uneia dintre cele mai mari păduri de la granița dintre zonele de stepă și silvostepă din Ucraina. Pe teritoriul ariei predomină pădurile de stejar comun, există gorun, plante medicinale. Pădurea este una dintre cele mai valoroase din regiune. Conform unui studiu de mediu din 2003, masivul este caracterizat prin cea mai mare fitodiversitate din regiune. Cea mai mare parte a teritoriului rezervației se află într-o stare satisfăcătoare, dar tăierea ilicită continuă se afecteze pe pădurea, ceea ce reduce valoarea acesteia.. 